# Убийство Сарры Беккер
Убийство Сарры Беккер произошло в Санкт-Петербурге 27 августа 1883 года. Дело об этом убийстве стало одним из самых сенсационных судебных процессов Российской империи.

## Убийство
Сарра Беккер была дочерью от первого брака Ильи Беккера, приказчика ссудной конторы (ломбарда) Ивана Мироновича, расположенной по адресу Невский проспект, 57. На момент убийства ей было 13 лет. В день убийства Илья Беккер уехал к своей новой жене, жившей в Сестрорецке, поскольку готовил окончательный переезд с дочерью из Петербурга в Сестрорецк. Сарра оставалась на ночь в конторе Мироновича, выполняя роль ночного сторожа. Одно время вместе с нею оставался кто-то из дворников (всего в доме их было трое), но после того, как Сарра пожаловалась Мироновичу на их поведение, он отказался от их услуг. 
Утром 28 августа 1883 года скорняк Лихачев и портниха Пальцева явились в ссудную контору для того, чтобы получить обещанные ранее Мироновичем заказы на работу. Они обнаружили дверь кассы открытой и позвали дворников, которые в самой дальней комнате обнаружил труп Сарры Беккер. Тело лежало на спине поперек большого мягкого кресла, ноги свешивались через подлокотник. Обнаженные выше колен ноги были широко раздвинуты. На лбу Сарры, над правой бровью была большая рана, проникающая до кости. Глубоко в горло убитой был засунут носовой платок. 
При осмотре в правой руке Сарры был обнаружен клок волос, крепко зажатый пальцами. В правом кармане черной шерстяной накидки, наброшенной на плечи убитой, лежал ключ от двери в кассу, в левом кармане — недоеденное яблоко. Также были обнаружены разбросанные в беспорядке десять просроченных квитанций на заложенные в ссудной кассе вещи некоего Грязнова и его вексель на 50 рублей. 
Миронович заявил о пропаже из кассы 50 рублей наличными и ряда вещей из витрины на сумму около 400 рублей. При этом большинство ценных предметов, находившихся в витрине (стоимостью более чем на 1000 рублей), остались нетронуты.

## Предварительное следствие и первый судебный процесс
Судебно-медицинская экспертиза выдвинула предположение о возможности покушения на изнасилование Сарры Беккер. После допроса нескольких свидетелей, заявивших о том, что Миронович проявлял интерес к Сарре, подозрение в убийстве пало на него. Он был арестован.
Однако 29 сентября 1883  года в полицию явилась женщина, назвавшаяся Екатериной Семёновой, и сообщила, что Миронович в этом деле не виновен, поскольку убийство Сарры Беккер совершила она сама. Семёнова, дочь дворянина, осужденного за подлог векселей, сменила много мест работы и сожителей и, в конце концов, стала сожительницей Михаила Безака, уволенного из полиции. Она стала добывать деньги мелкими кражами. Семёнова рассказала, что, чтобы разрешить разом свои финансовые затруднения и приковать к себе любовника кровавой тайной, она решила совершить крупное ограбление с убийством. 27 августа 1883 года она, высматривая потенциальную жертву, увидела девочку-сторожа, запиравшую кассу на ночь. Девочка согласилась принять от Семёновой в залог часы в неурочное время, в отсутствии хозяина и впустила её в кассу. Семёнова попросила Сарру принести стакан воды; девочка пошла на кухню, а Семёнова извлекла из сумочки заранее приготовленную гирьку и нанесла ей в коридоре несколько ударов гирею по голове, отчего Сарра упала на пол. Семёнова нанесла ей еще несколько ударов гирею по голове, а потом отнесла ее в комнату, и, положив на кресле, налегла на нее своим телом и зажала ей рот платком. Во время борьбы Сарра укусила ей указательный палец правой руки. Затем она не смогла открыть замок витрины, а стекло же разбивать не стала, опасаясь шума. Поэтому она, отжав вверх край крышки, она просунула внутрь витрины руку и, насколько смогла дотянуться, взяла с лотка все вещи, которые смогла.
После этого Семёнова, по её словам, пришла в гостиницу, где её дожидался Безак. Гирьку, запачканные кровью Сарры манжеты и взятый из кассы Мироновича вексель она бросила с моста в реку. После этого Семёнова и Безак расстались. Безак взял с собой для сбыта похищенные вещи с места преступления. Семёновой он оставил лишь 5 рублей и золотые дамские часики. Вскоре Семёнова убедилась, что Безак от нее прячется и не намеревается продолжать отношения с ней. Тогда она решила во всём признаться.
После признания Семёновой Миронович немедленно был освобождён, и 6 октября был арестован Безак по обвинению в подстрекательстве к убийству и сбыте похищенного. Он, однако, дал показания, что убийство Сарры Беккер совершено Мироновичем, но в момент убийства он был застигнут Семёновой. Чтобы заставить ее молчать, он якобы дал ей несколько ценных вещей, которые Семёнова, приняла и затем продала. Семёнова 25 января 1884 года также отказалась от своих первоначальных показаний и стала утверждать, что это не она убила Сару Беккер, а Миронович. 
В итоге Миронович был вновь арестован и обвинён в покушении на изнасилование и убийстве. Также к суду были привлечены Семёнова по обвинению в недонесении об убийстве и сокрытии его и Безак — по обвинению в недонесении. Санкт-Петербургский окружной суд, рассматривавший дело с 27 ноября по 3 декабря 1884 года с участием присяжных, приговорил Мироновича к семи годам каторжных работ, Безака — к ссылке в Сибирь, а Семёнову оправдал, признав её невменяемой.

## Второй процесс
По протесту прокурора, вследствие допущенных судом процессуальных нарушений и в связи с жалобой Мироновича дело было передано на новое рассмотрение. При этом было решено отдельно рассмотреть дело по обвинению Мироновича и отдельно — по обвинению Семеновой и Безака. Дело по обвинению Мироновича было рассмотрено 23 сентября — 2 октября 1885 г. в Санкт-Петербургском окружном суде с участием присяжных. В процессе участвовали известные адвокаты: в качестве гражданского истца, защищавшего интересы отца Сарры Беккер, А. И. Урусов, Мироновича защищали Н. П. Карабчевский (как и на первом процессе) и С. А. Андреевский. Обвинителем был А. М. Бобрищев-Пушкин.
В итоге Миронович был оправдан присяжными, Безак был признан виновным и приговорён к ссылке в Сибирь, а Семенова была признана невменяемой и помещена в психиатрическую больницу.

## В культуре
Судебный процесс по делу об убийстве Сарры Беккер упомянут в рассказе А.П. Чехова «Психопаты».